# Ivan Vilibor Sinčić
Ivan Vilibor Sinčić, né le 28 août 1990 à Karlovac, est un militant politique croate, se réclamant comme anarchiste. 

## Biographie
Il est candidat, à l'âge de 24 ans, à l'élection présidentielle croate de 2014 sous l'étiquette de l'ONG Živi zid. Crédité de 10 % des intentions de vote dans les sondages avant les élections, il arrive à la troisième place avec 16,5 % des voix.
Il est député européen de 2019 à 2024.